# 椎名胤光
椎名 胤光（しいな たねみつ）は、鎌倉時代前期の武将。椎名氏の祖。
千葉氏の実質的な初代当主である千葉常重の五男として誕生。『神代本千葉系図』では千葉常胤の弟に椎名五郎胤光の名がみえる。
当初、胤光は下総国千葉荘椎名郷を領し、椎名を名乗ったとされる。その後、治承・寿永の乱で藤原親政が常胤に敗れ、上総広常が誅殺されると、匝瑳氏の所領だった匝瑳南条荘を譲られ、地頭職として移り住んだ。椎名氏の一族は匝瑳南条荘で積極的に新田開発を進め、その一門が荘内一円を所領とした。